# Новый Путь (Карагандинская область)
Новый Путь (каз. Новый Путь) — село в Каркаралинском районе Карагандинской области Казахстана. Входит в состав Каршигалинского сельского округа. Код КАТО — 354867200.

## Население
В 1999 году население села составляло 280 человек (141 мужчина и 139 женщин). По данным переписи 2009 года, в селе проживало 209 человек (103 мужчины и 106 женщин).